# Полихронидис, Николас
Николас «Нико» Полихронидис (греч. Νικόλαος „Νικος” Πολυχρονίδης; род. 8 сентября 1989 года) — греческий прыгун с трамплина. До сезона 2011/12 выступал за сборную Германии, с сезона 2012/13 выступает за Грецию.

## Спортивная карьера
Полихронидис впервые выступил за Германию в 2004 году на юношеских соревнованиях FIS, где занял второе место, а в 2006 году он выиграл две серебряные медали (в личном и командном первенстве) на юниорском кубке страны.
На международных соревнованиях впервые появился в 2004 году на юниорских соревнованиях в Кранье. Участник зимних Олимпийских игр в Сочи.

## Успехи

### Континентальный кубок
| Сезон   | Место | Очки |
| ------- | ----- | ---- |
| 2008/09 | 068.  | 77   |
| 2012/13 | 148.  | 01   |

### КубокFIS
| Сезон   | Место | Очки |
| ------- | ----- | ---- |
| 2005/06 | 193.  | 014  |
| 2007/08 | 065.  | 090  |
| 2008/09 | 042.  | 103  |
| 2009/10 | 026.  | 144  |
| 2010/11 | 218.  | 09   |